# Buggykiting

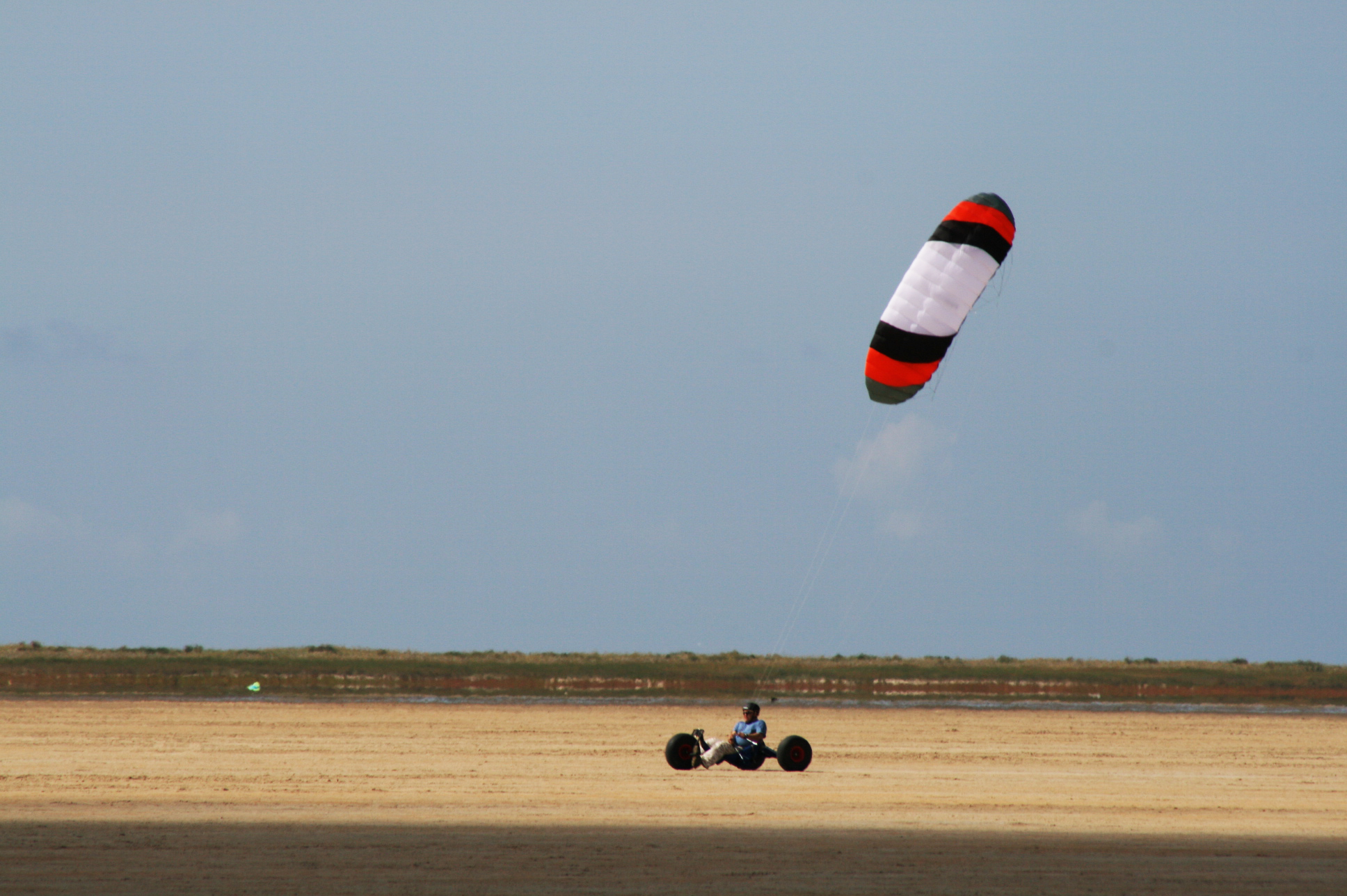
Pilot Poland Buggykiting Team na plaży Romo w Danii

Buggykiting (także kitesailing lub buggying) – sport ekstremalny, odmiana żeglarstwa lądowego polegająca na poruszaniu się po lądzie lub piasku przy pomocy specjalnego wózka, do którego dołączony jest latawiec pełniący rolę napędu wiatrowego. Według klasyfikacji International Federation of Sand and Land Yachting buggykiting jest VIII klasą. Klasy I-VII stanowią klasyczne jachty lądowe napędzane tradycyjnymi żaglami.
Pierwsze wzmianki o użyciu latawca jako siły pociągowej pochodzą z XIII wieku z Chin. W 1826 roku angielski nauczyciel i wynalazca George Pocock podjął próbę napędzania dyliżansu przy pomocy latawców. Udało mu się przejechać odległość 182 km z Bristolu do Marlborough ze średnią prędkością 32 km/h. Latawce, których użył były zbliżone budową do obecnie używanych latawców trakcyjnych. W 1990 roku Nowozelandczyk Peter Lynn opracował wózek do buggykitingu w formie jaką znamy obecnie. To wydarzenie uważane jest za początek tego sportu.
Sport ten jest praktykowany zazwyczaj na plażach, szczególnie odpływowych, Europy Zachodniej (Dania - wyspa Rømø i Fano, Francja - plaża La Franqui, Wielka Brytania - plaża Hoylake, Irlandia), jak również wyschniętych, słonych jeziorach Ameryki Północnej i Południowej.
Wózki - nazywane kite buggy osiągają rekordowe prędkości przekraczające 100 km/h. Zdaniem uprawiających ten sport jest on bezpieczniejszy od tradycyjnych jachtów lądowych, gdyż latawiec zawsze można puścić i przerwać jazdę. Na świecie organizowane są rajdy np.  Transat Des Sables na Saharze w  Mauretanii.
Latawiec, służący za źródło energii napędowej może mieć powierzchnię od metra do kilkunastu metrów kwadratowych (wymiar jest podany zwykle na zewnętrznej części latawca w metrach). W buggykitingu wykorzystuje się latawce komorowe - miękkie i bardziej podobne w konstrukcji do paralotni. Odpowiedni sprzęt dobierany jest w zależności od stopnia zaawansowania i celu, jaki chce się osiągnąć w jeździe na buggy. Prostszy i bezpieczny dla osób początkujących lub profesjonalny, wymagający większych umiejętności, dla ludzi chcących się ścigać w regatach.